# Coupe du monde de patinage de vitesse 2014-2015
 (décembre 2023).
Si vous disposez d'ouvrages ou d'articles de référence ou si vous connaissez des sites web de qualité traitant du thème abordé ici, merci de compléter l'article en donnant les références utiles à sa vérifiabilité et en les liant à la section « Notes et références ».
Navigation
Édition précédente Édition suivante
La coupe du monde de patinage de vitesse 2014 - 2015 est une compétition internationale qui se déroule durant la saison hivernale. La saison est rythmée par plusieurs épreuves selon les distances entre le 14 novembre 2014 à Obihiro (Japon) et le 22 mars 2015 à Erfurt (Allemagne) pour la finale. La compétition est organisée par l'Union internationale de patinage.
Les différentes épreuves sont le 500 mètres, 1 000 mètres, 1 500 mètres, la longue distance 5 000/10 000 mètres, la poursuite par équipes et le mass start chez les hommes, chez les femmes les épreuves sont le 500 mètres, 1 000 mètres, 1 500 mètres, la longue distance 3 000/5 000/10 000 mètres, la poursuite par équipes et le mass start.

## Calendrier

### Hommes
| Date                           | Lieu       | Épreuve              | Vainqueur             | Second                | Troisième             |
| ------------------------------ | ---------- | -------------------- | --------------------- | --------------------- | --------------------- |
| 14 au 16 novembre 2014         | Obihiro    | 500 m (1)            | Jan Smeekens          | Pavel Kulizhnikov     | Ruslan Murashov       |
| 14 au 16 novembre 2014         | Obihiro    | 500 m (2)            | Pavel Kulizhnikov     | Jan Smeekens          | Ryohei Haga           |
| 14 au 16 novembre 2014         | Obihiro    | 1000 m               | Pavel Kulizhnikov     | Kjeld Nuis            | Samuel Schwarz        |
| 14 au 16 novembre 2014         | Obihiro    | 1500 m               | Kjeld Nuis            | Wouter Olde Heuvel    | Koen Verweij          |
| 14 au 16 novembre 2014         | Obihiro    | 5000 m               | Sven Kramer           | Aleksandr Rumyantsev  | Wouter Olde Heuvel    |
| 14 au 16 novembre 2014         | Obihiro    | mass start           | Lee Seung-hoon        | Kim Cheol-min         | Bart Swings           |
| 14 au 16 novembre 2014         | Obihiro    | poursuite par équipe | Pays-Bas              | Corée du Sud          | Russie                |
| 21 au 23 novembre 2014         | Séoul      | 500 m (1)            | Pavel Kulizhnikov     | Mo Tae-bum            | Ruslan Murashov       |
| 21 au 23 novembre 2014         | Séoul      | 500 m (2)            | Pavel Kulizhnikov     | Mo Tae-bum            | Laurent Dubreuil      |
| 21 au 23 novembre 2014         | Séoul      | 1000 m               | Pavel Kulizhnikov     | Stefan Groothuis      | Kjeld Nuis            |
| 21 au 23 novembre 2014         | Séoul      | 1500 m               | Sverre Lunde Pedersen | Wouter Olde Heuvel    | Kjeld Nuis            |
| 21 au 23 novembre 2014         | Séoul      | 10000 m              | Bob de Jong           | Bart Swings           | Aleksandr Rumyantsev  |
| 21 au 23 novembre 2014         | Séoul      | mass start           | Andrea Giovannini     | Haralds Silovs        | Lee Seung-hoon        |
| 5 au 7 décembre 2014           | Berlin     | 500 m (1)            | Artur Was             | Laurent Dubreuil      | Michel Mulder         |
| 5 au 7 décembre 2014           | Berlin     | 500 m (2)            | Artur Was             | Espen Aarnes Hvammen  | Laurent Dubreuil      |
| 5 au 7 décembre 2014           | Berlin     | 1000 m               | Nico Ihle             | Samuel Schwarz        | Hein Otterspeer       |
| 5 au 7 décembre 2014           | Berlin     | 1500 m               | Jan Szymański         | Sverre Lunde Pedersen | Thomas Krol           |
| 5 au 7 décembre 2014           | Berlin     | 5000 m               | Jorrit Bergsma        | Sverre Lunde Pedersen | Douwe de Vries        |
| 5 au 7 décembre 2014           | Berlin     | mass start           | Lee Seung-hoon        | Arjan Stroetinga      | Bart Swings           |
| 5 au 7 décembre 2014           | Berlin     | poursuite par équipe | Pologne               | Corée du Sud          | Pays-Bas              |
| 12 au 14 décembre 2014         | Heerenveen | 500 m (1)            | Pavel Kulizhnikov     | Artur Was             | Laurent Dubreuil      |
| 12 au 14 décembre 2014         | Heerenveen | 500 m (2)            | Pavel Kulizhnikov     | Artur Was             | Jan Smeekens          |
| 12 au 14 décembre 2014         | Heerenveen | 1000 m               | Pavel Kulizhnikov     | Kjeld Nuis            | Hein Otterspeer       |
| 12 au 14 décembre 2014         | Heerenveen | 1500 m               | Jan Szymański         | Wouter Olde Heuvel    | Shani Davis           |
| 12 au 14 décembre 2014         | Heerenveen | 5000 m               | Sven Kramer           | Jorrit Bergsma        | Wouter Olde Heuvel    |
| 12 au 14 décembre 2014         | Heerenveen | mass start           | Jorrit Bergsma        | Lee Seung-hoon        | Fabio Francolini      |
| 12 au 14 décembre 2014         | Heerenveen | poursuite par équipe | Corée du Sud          | Pays-Bas              | Norvège               |
| 31 janvier au 1er février 2015 | Hamar      | 1500 m               | Denis Yuskov          | Kjeld Nuis            | Denny Morrison        |
| 31 janvier au 1er février 2015 | Hamar      | 5000 m               | Jorrit Bergsma        | Douwe de Vries        | Sverre Lunde Pedersen |
| 31 janvier au 1er février 2015 | Hamar      | mass start           | Lee Seung-hoon        | Marco Weber           | Bart Swings           |
| 7 au 8 février 2015            | Heerenveen | 500 m (1)            | Pavel Kulizhnikov     | Artur Was             | Nico Ihle             |
| 7 au 8 février 2015            | Heerenveen | 500 m (2)            | Pavel Kulizhnikov     | Mo Tae-bum            | Nico Ihle             |
| 7 au 8 février 2015            | Heerenveen | 1000 m (1)           | Kjeld Nuis            | Pavel Kulizhnikov     | Nico Ihle             |
| 7 au 8 février 2015            | Heerenveen | 1000 m (2)           | Kjeld Nuis            | Pavel Kulizhnikov     | Stefan Groothuis      |
| 21 au 22 mars 2015             | Erfurt     | 500 m (1)            |                       |                       |                       |
| 21 au 22 mars 2015             | Erfurt     | 500 m (2)            |                       |                       |                       |
| 21 au 22 mars 2015             | Erfurt     | 1000 m               |                       |                       |                       |
| 21 au 22 mars 2015             | Erfurt     | 1500 m               |                       |                       |                       |
| 21 au 22 mars 2015             | Erfurt     | 5000 m               |                       |                       |                       |
| 21 au 22 mars 2015             | Erfurt     | mass start           |                       |                       |                       |

### Femmes
| Date                           | Lieu       | Épreuve              | Vainqueur          | Second             | Troisième           |
| ------------------------------ | ---------- | -------------------- | ------------------ | ------------------ | ------------------- |
| 14 au 16 novembre 2014         | Obihiro    | 500 m (1)            | Lee Sang-hwa       | Nao Kodaira        | Olga Fatkulina      |
| 14 au 16 novembre 2014         | Obihiro    | 500 m (2)            | Lee Sang-hwa       | Nao Kodaira        | Vanessa Bittner     |
| 14 au 16 novembre 2014         | Obihiro    | 1000 m               | Marrit Leenstra    | Ireen Wüst         | Li Qishi            |
| 14 au 16 novembre 2014         | Obihiro    | 1500 m               | Ireen Wüst         | Marrit Leenstra    | Yuliya Skokova      |
| 14 au 16 novembre 2014         | Obihiro    | 3000 m               | Ireen Wüst         | Martina Sáblíková  | Jorien Voorhuis     |
| 14 au 16 novembre 2014         | Obihiro    | mass start           | Ivanie Blondin     | Nana Takagi        | Irene Schouten      |
| 14 au 16 novembre 2014         | Obihiro    | poursuite par équipe | Pays-Bas           | Japon              | Allemagne           |
| 21 au 23 novembre 2014         | Séoul      | 500 m (1)            | Nao Kodaira        | Lee Sang-hwa       | Judith Hesse        |
| 21 au 23 novembre 2014         | Séoul      | 500 m (2)            | Lee Sang-hwa       | Nao Kodaira        | Karolina Erbanová   |
| 21 au 23 novembre 2014         | Séoul      | 1000 m               | Li Qishi           | Marrit Leenstra    | Karolina Erbanová   |
| 21 au 23 novembre 2014         | Séoul      | 1500 m               | Marrit Leenstra    | Ireen Wüst         | Olga Graf           |
| 21 au 23 novembre 2014         | Séoul      | 5000 m               | Claudia Pechstein  | Martina Sáblíková  | Ivanie Blondin      |
| 21 au 23 novembre 2014         | Séoul      | mass start           | Martina Sáblíková  | Irene Schouten     | Ivanie Blondin      |
| 5 au 7 décembre 2014           | Berlin     | 500 m (1)            | Lee Sang-hwa       | Heather Richardson | Margot Boer         |
| 5 au 7 décembre 2014           | Berlin     | 500 m (2)            | Lee Sang-hwa       | Heather Richardson | Nao Kodaira         |
| 5 au 7 décembre 2014           | Berlin     | 1000 m               | Brittany Bowe      | Heather Richardson | Li Qishi            |
| 5 au 7 décembre 2014           | Berlin     | 1500 m               | Ireen Wüst         | Heather Richardson | Marrit Leenstra     |
| 5 au 7 décembre 2014           | Berlin     | 3000 m               | Ireen Wüst         | Marije Joling      | Martina Sáblíková   |
| 5 au 7 décembre 2014           | Berlin     | mass start           | Irene Schouten     | Ivanie Blondin     | Jun Ye-jin          |
| 5 au 7 décembre 2014           | Berlin     | poursuite par équipe | Pays-Bas           | Pologne            | Japon               |
| 12 au 14 décembre 2014         | Heerenveen | 500 m (1)            | Lee Sang-hwa       | Nao Kodaira        | Judith Hesse        |
| 12 au 14 décembre 2014         | Heerenveen | 500 m (2)            | Heather Richardson | Brittany Bowe      | Lee Sang-hwa        |
| 12 au 14 décembre 2014         | Heerenveen | 1000 m               | Heather Richardson | Brittany Bowe      | Li Qishi            |
| 12 au 14 décembre 2014         | Heerenveen | 1500 m               | Heather Richardson | Brittany Bowe      | Marrit Leenstra     |
| 12 au 14 décembre 2014         | Heerenveen | 3000 m               | Martina Sáblíková  | Ireen Wüst         | Carlijn Achtereekte |
| 12 au 14 décembre 2014         | Heerenveen | mass start           | Ivanie Blondin     | Kim Bo-reum        | Irene Schouten      |
| 12 au 14 décembre 2014         | Heerenveen | poursuite par équipe | Pays-Bas           | Allemagne          | Pologne             |
| 31 janvier au 1er février 2015 | Hamar      | 1500 m               | Heather Richardson | Brittany Bowe      | Marije Joling       |
| 31 janvier au 1er février 2015 | Hamar      | 3000 m               | Martina Sáblíková  | Nao Kodaira        | Ireen Wüst          |
| 31 janvier au 1er février 2015 | Hamar      | mass start           | Irene Schouten     | Ivanie Blondin     | Mariska Huisman     |
| 7 au 8 février 2015            | Heerenveen | 500 m (1)            | Heather Richardson | Nao Kodaira        | Brittany Bowe       |
| 7 au 8 février 2015            | Heerenveen | 500 m (2)            | Judith Hesse       | Lee Sang-hwa       | Thijsje Oenema      |
| 7 au 8 février 2015            | Heerenveen | 1000 m (1)           | Heather Richardson | Brittany Bowe      | Li Qishi            |
| 7 au 8 février 2015            | Heerenveen | 1000 m (2)           | Brittany Bowe      | Marrit Leenstra    | Karolina Erbanová   |
| 21 au 22 mars 2015             | Erfurt     | 500 m (1)            |                    |                    |                     |
| 21 au 22 mars 2015             | Erfurt     | 500 m (2)            |                    |                    |                     |
| 21 au 22 mars 2015             | Erfurt     | 1000 m               |                    |                    |                     |
| 21 au 22 mars 2015             | Erfurt     | 1500 m               |                    |                    |                     |
| 21 au 22 mars 2015             | Erfurt     | 3000 m               |                    |                    |                     |
| 21 au 22 mars 2015             | Erfurt     | mass start           |                    |                    |                     |

## Classement général
| Rang | Nom | Points |
| ---- | --- | ------ |
| 1    |     |        |
| 2    |     |        |
| 3    |     |        |
| 4    |     |        |
| 5    |     |        |
| 6    |     |        |
| 7    |     |        |
| 8    |     |        |
| 9    |     |        |
| 10   |     |        |

| Rang | Nom | Points |
| ---- | --- | ------ |
| 1    |     |        |
| 2    |     |        |
| 3    |     |        |
| 4    |     |        |
| 5    |     |        |
| 6    |     |        |
| 7    |     |        |
| 8    |     |        |
| 9    |     |        |
| 10   |     |        |